# Matt Helders
Matthew Jerome Helders (Sheffield, Anglaterra, 7 de maig del 1986) és un cantant, músic i escriptor britànic conegut per ser el baterista i corista del grup de rock alternatiu Arctic Monkeys, guanyador de diversos premis, i amb temes molt coneguts com «Do I Wanna Know?», «R U Mine?» i «Fluorescent Adolescent». També ha tret la seva pròpia línia de roba i ha muntat un pub a la seva ciutat natal, juntament amb un exintegrant de la banda.
La tècnica musical de Matt té influències del rap, el hip hop i el grup Queens Of The Stone Age.

## Biografia

### Infància i inicis d'Arctic Monkeys
Matthew Helders va néixer el 7 de maig del 1986 a Sheffield, Anglaterra. El va criar la seva mare Jill, juntament amb el seu germà Gary.
El 2001, ell i Alex Turner van decidir demanar instruments musicals per Nadal. L'any següent, 2002, van crear la banda musical Arctic Monkeys juntament amb Jamie Cook (guitarrista) i Andy Nicholson (baixista). Turner era el cantant i també tocava la guitarra, mentres que Helders va decidir tocar la bateria perquè "era l'únic que quedava". El 2003 van començar a escriure cançons sobre la seva ciutat natal i a aconseguir alguns fans. A poc a poc la banda es va començar a popularitzar pel Nord d'Anglaterra. El 2005 ja van començar a tocar en festivals com el Reading o el Leeds. Ell va decidir tocar la bateria perquè "era l'únic que quedava".
Va anar a la universitat de Barnsley amb el seu company de banda Alex. Tots dos treien excel·lents en tècnica musical i van treure les millors notes en els exàmens.

### 2006-2007ː Arribada a l'èxit
En 2006 el grup va treure el seu primer disc, Whatever People Say I Am, That's What I'm Not, amb la discogràfica Domino Records. Es va convertir en l'àlbum debut amb les vendes mes ràpides en la història de la música britànica, venent 363.731 còpies en la primera setmana. El disc compta amb cançons com «I Bet You Look Good On The Dancefloor» o «When The Sun Goes Down», èxits que parlaven de la seva ciutat natal. Rolling Stone i NME van fer comentaris a favor del grup i de la seva música. El baixista Andy Nicholson a causa de la gira que van fer se'n va anar i el va substituir Nick O'Malley.

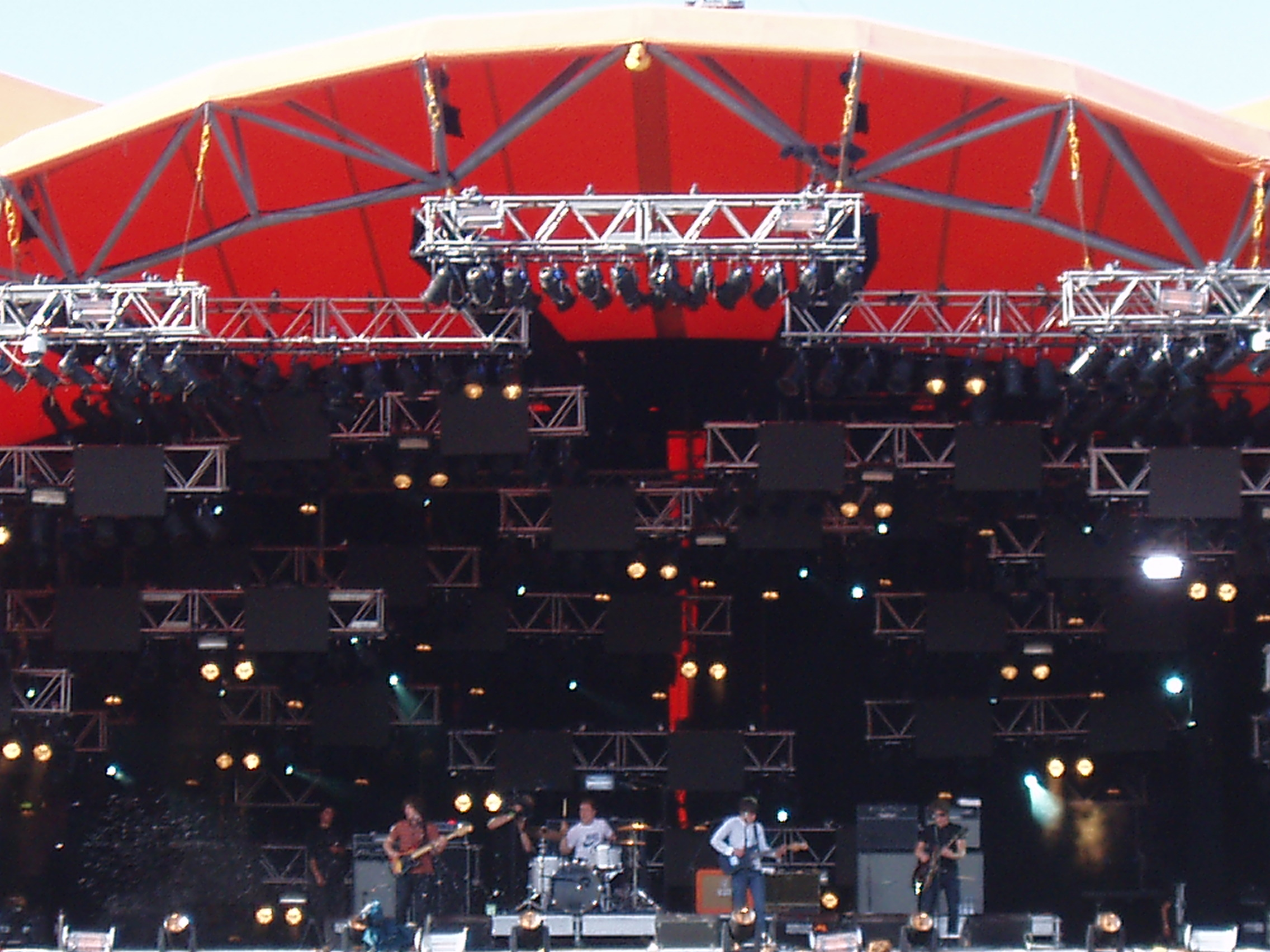
Concert d'Arctic Monkeys

En 2007 van treure el seu segon àlbum, Favourite Worst Nightmare, amb exitoses cançons com «Fluorescent Adolescent», «505» o «Teddy Picker». La banda, tot i mantenir la seva essència, va evolucionar i va anar millorant la producció, a més de guanyar diversos premis.

### 2009-2011ː Experimentació musical
El 2009 va sortir el seu tercer àlbum, Humbug. Amb el productor Josh Homme (líder de Queens of The Stone Age) i amb l'estudi de gravació Rancho de la Luna a Joshua Tree, Califòrnia, van sorgir més èxits com «Crying Lightning» o «My Propeller», amb un estil diferent i més fosc.
En 2011 va sortir el quart àlbum del grup, anomenat Suck It and See. Aquest àlbum presenta un estil nou amb influències del pop-rockacústic i de la música psicodèlica.

### 2012-2014ːAMi èxit mundial
El 9 de setembre del 2013 va sortir el seu cinquè àlbum, anomenat AM, que va proclamar a Artic Monkeys com una de les bandes de rock més influents de l'actualitat, amb èxits com «I Wanna Be Yours», «Why'd You Only Call Me When You're High?», «Arabella», «R U Mine?» o «Do I Wanna Know?».

### 2018-presentː Projectes alterns,Tranquility Base Hotel & Casino, i futur nou disc
El sisè disc del grup, Tranquility Base Hotel & Casino, va ser llençat l'11 de maig del 2018, després de gairebé 5 anys d'absència per part del grup, temps durant el qual Helders va tocar la bateria per al projecte altern d’Alex Turner amb Miles Kane, The Last Shadow Puppets; per a la Lady Gaga i per a Iggy Pop, sent el percussionista de l’últim disc d’aquest, Post Pop Depression. Produït per James Ford i Alex Turner, l'àlbum resenta un estil molt diferent a qualsevol dels que el grup havia explorat anteriorment, basant-se més en el piano que en la guitarra, amb unes bateries en general més simples i incloent elements de jazz, glam rock i altres estils. De l'àlbum se'n van extreure dos senzillsː «Tranquility Base Hotel & Casino» i «Four Out of Five».
Segons Helders ha dit, el pròxim disc d'Arctic Monkeys ja está llest i es publicarà a principis del 2022 per a despés realitzar una gira d'estiu.
El bateria també ha afirmat que pensa treure un disc en solitari, tot i que encara no se sap res al respecte.

## Vida personal
Matt Helders va estar sortint amb la model Breana McDow des de 2011. Es van comprometre el 2013, i l'octubre de 2015 van tenir una filla, la qual es diu Amelia Darling Helders. L'any 2016 la parella es va casar, però a principis de 2019 van decidir sol·licitar el divorci.